# Amantle Montsho
Amantle Montsho, född den 4 juli 1983, är en friidrottare från Botswana som tävlar i kortdistanslöpning.
Montsho deltog vid Olympiska sommarspelen 2004 där hon blev utslagen redan i försöken på 400 meter. Vid Afrikanska mästerskapen 2006 slutade hon tvåa på 400 meter på tiden 52,68. Hon var i semifinal vid VM 2007 men tog sig inte vidare till finalen. 
Under 2008, som 25-åring, sprang hon för första gången under 50 sekunder när hon noterade tiden 49,83 vid tävlingar i Addis Abeba. Hon var i final vid Olympiska sommarspelen 2008 där hon slutade åtta på tiden 51,18. Hon slutade även fyra vid IAAF World Athletics Final 2008 i Stuttgart.
Vid VM 2011 vann Montsho guldmedaljen på den nya botswanska rekordtiden 49,56 – vilket hon året därpå (2012) förbättrade till 49,54 i Porto-Novo. Hon hade dock en bit kvar ned till det gamla afrikanska rekordet, 49,10, satt av Falilat Ogunkoya, Nigeria i Atlanta år 1968. Hon deltog på sträckan 400 meter vid OS i London 2012, där hon slutade på en fjärdeplats med tiden 49.75 – 3 hundradelar av en sekund från ett OS-brons och 5 hundradelar från ett OS-silver.	 	 
Montshos bästa tid på 200 meter är 22,89, satt vid tävlingar i Fukuroi 2012.